# 吉野町柿原
吉野町柿原（よしのちょうかきはら）は、徳島県阿波市の大字。2010年10月1日現在の人口は3,222人、世帯数は1,138世帯。郵便番号は〒771-1401。

## 地理
阿波市の南東部に位置。南は吉野川を境に吉野川市、東は吉野町西条、西は土成町郡、北は土成町吉田に接する。
産業は農業が主体で、農林水産省からレタスの産地指定を受けている。地内にある案内神社のクスノキは、1958年（昭和33年）に徳島県の天然記念物に指定された。

### 河川
- 吉野川
- 蛇池川
- 板名用水

### 小字
| - 植松 - 小笠 - 小笠前 - 小島 - 北二条 - シノ原 - 谷 | - 西二条 - 二条 - ノタ原 - ハトノ原 - 原 - ヒロナカ - 町ノ下 |  |

## 歴史
- 2005年（平成17年）4月1日 - 板野郡吉野町が土成町・阿波郡市場町・阿波町と合併して阿波市となり、住所表記は「板野郡吉野町柿原」から「阿波市柿原」となる。
- 2007年（平成19年）1月1日 - 住所表記に「吉野町」が復活し、現在の表記となる。

## 施設

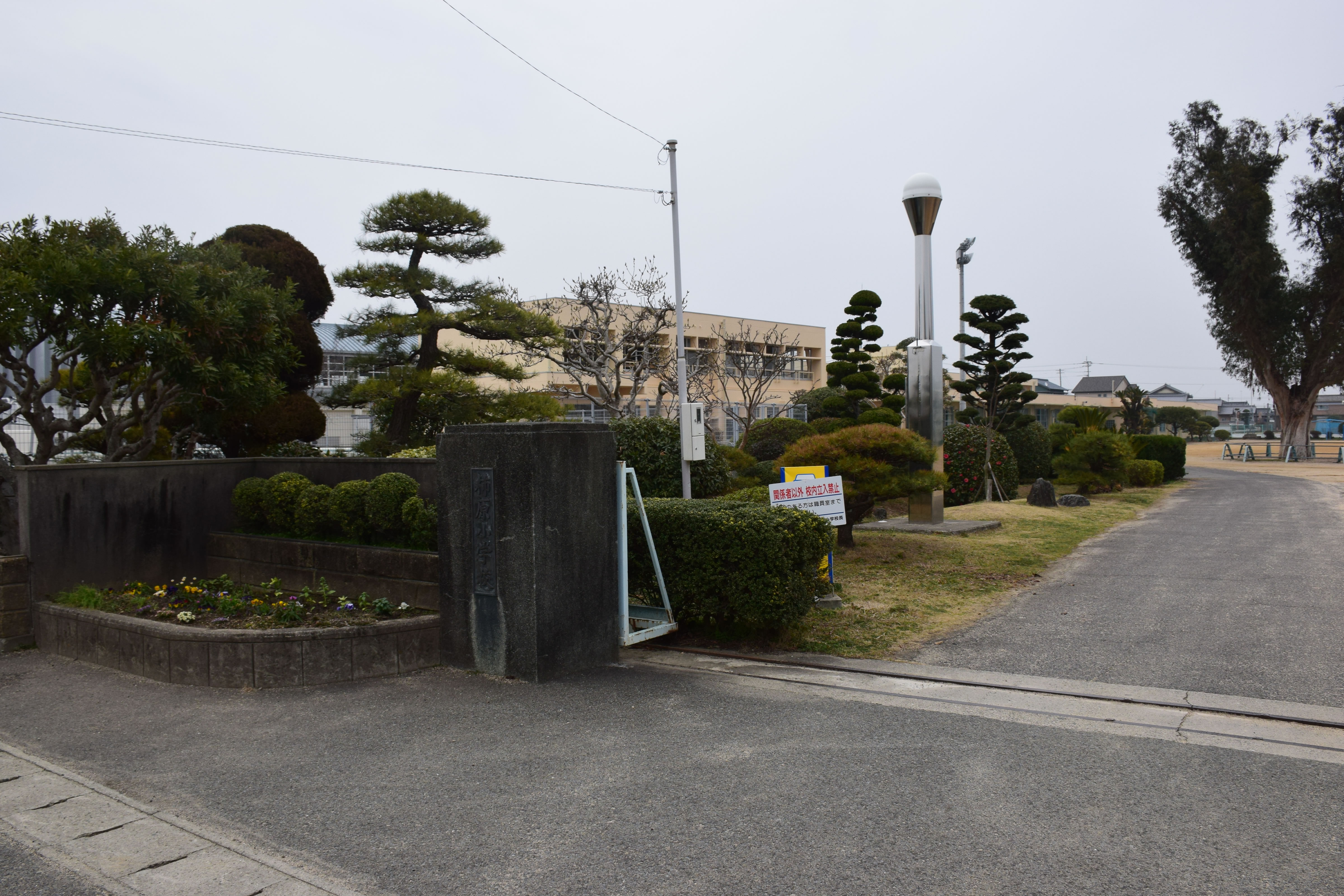
阿波市立柿原小学校

- 徳島県立阿波高等学校
- 阿波市立柿原小学校
- 阿北ドライビングスクール
- 案内神社
- 十二柱神社
- 薬師寺
- 柿原堰 - とくしま88景選定

## 交通

### 道路
国道
- 国道318号

都道府県道
- 徳島県道12号鳴門池田線
- 徳島県道14号松茂吉野線
- 徳島県道15号徳島吉野線
- 徳島県道137号土成徳島線
- 徳島県道138号香美吉野線